# 全国高等学校野球選手権大会 (岩手県勢)
全国高等学校野球選手権大会における岩手県勢の成績について記す。

## 大会結果
| 大会                  | 代表校                                         | 試合結果                                       | 試合結果                                       | 成績                                           |
| --------------------- | ---------------------------------------------- | ---------------------------------------------- | ---------------------------------------------- | ---------------------------------------------- |
| 第2回大会（1916年）   | 一関中（東北・初出場）                         | 1回戦                                          | ○ 3x - 2 京都二中                              | ベスト8                                        |
| 第2回大会（1916年）   | 一関中（東北・初出場）                         | 準々決勝                                       | ● 0 - 8 市岡中                                 | ベスト8                                        |
| 第3回大会（1917年）   | 盛岡中（東北・初出場）                         | 1回戦                                          | ○ 5 - 1 香川商                                 | ベスト4                                        |
| 第3回大会（1917年）   | 盛岡中（東北・初出場）                         | 準々決勝                                       | ○ 2 - 1 慶応普通部                             | ベスト4                                        |
| 第3回大会（1917年）   | 盛岡中（東北・初出場）                         | 準決勝                                         | ● 0 - 1 関西学院中                             | ベスト4                                        |
| 第4回大会（1918年）   | 一関中（東北・2年ぶり2回目）                   | （米騒動による大会中止）                       | （米騒動による大会中止）                       | （米騒動による大会中止）                       |
| 第5回大会（1919年）   | 盛岡中（東北・2年ぶり2回目）                   | 1回戦                                          | ○ 4x - 3 同志社中                              | ベスト4                                        |
| 第5回大会（1919年）   | 盛岡中（東北・2年ぶり2回目）                   | 準々決勝                                       | ○ 1 - 0 松山商                                 | ベスト4                                        |
| 第5回大会（1919年）   | 盛岡中（東北・2年ぶり2回目）                   | 準決勝                                         | ● 0 - 1 神戸一中                               | ベスト4                                        |
| 第6回大会（1920年）   | 一関中（東北・2年ぶり3回目）                   | 1回戦                                          | ● 2 - 6 明星商                                 | 初戦敗退                                       |
| 第7回大会（1921年）   | 盛岡中（東北・2年ぶり3回目）                   | 2回戦                                          | ○ 5 - 4 市岡中                                 | ベスト8                                        |
| 第7回大会（1921年）   | 盛岡中（東北・2年ぶり3回目）                   | 準々決勝                                       | ● 2 - 5 豊国中                                 | ベスト8                                        |
| 第12回大会（1926年）  | 盛岡中（東北・5年ぶり4回目）                   | 2回戦                                          | ● 1 - 4 鳥取一中                               | 初戦敗退                                       |
| 第13回大会（1927年）  | 福岡中（東北・初出場）                         | 2回戦                                          | ○ 4 - 1 桐生中                                 | ベスト8                                        |
| 第13回大会（1927年）  | 福岡中（東北・初出場）                         | 準々決勝                                       | ● 0 - 1x 高松商（延長12回）                    | ベスト8                                        |
| 第14回大会（1928年）  | 福岡中（東北・2年連続2回目）                   | 1回戦                                          | ○ 9 - 4 神奈川商工                             | 2回戦                                          |
| 第14回大会（1928年）  | 福岡中（東北・2年連続2回目）                   | 2回戦                                          | ● 2 - 4 平安中                                 | 2回戦                                          |
| 第15回大会（1929年）  | 福岡中（東北・3年連続3回目）                   | 1回戦                                          | ● 5 - 12 佐賀中                                | 初戦敗退                                       |
| 第17回大会（1931年）  | 福岡中（東北・2年ぶり4回目）                   | 2回戦                                          | ● 0 - 2 桐生中                                 | 初戦敗退                                       |
| 第18回大会（1932年）  | 遠野中（東北・初出場）                         | 1回戦                                          | ○ 4 - 0 平壌中                                 | 2回戦                                          |
| 第18回大会（1932年）  | 遠野中（東北・初出場）                         | 2回戦                                          | ● 0 - 6 長野商                                 | 2回戦                                          |
| 第19回大会（1933年）  | 盛岡中（東北・7年ぶり5回目）                   | 1回戦                                          | ● 3 - 12 浪華商                                | 初戦敗退                                       |
| 第22回大会（1936年）  | 盛岡商（奥羽・初出場）                         | 1回戦                                          | ● 0 - 18 岐阜商                                | 初戦敗退                                       |
| 第26回大会（1940年）  | 福岡中（奥羽・9年ぶり5回目）                   | 1回戦                                          | ● 0 - 6 高崎商                                 | 初戦敗退                                       |
| 第28回大会（1946年）  | 一関中（奥羽・26年ぶり4回目）                  | 2回戦                                          | ● 4 - 11 鹿児島商                              | 初戦敗退                                       |
| 第29回大会（1947年）  | 福岡中（奥羽・7年ぶり6回目）                   | 1回戦                                          | ○ 8x - 7 谷村工商（延長11回）                  | 2回戦                                          |
| 第29回大会（1947年）  | 福岡中（奥羽・7年ぶり6回目）                   | 2回戦                                          | ● 8 - 9 高岡商                                 | 2回戦                                          |
| 第31回大会（1949年）  | 盛岡（奥羽・16年ぶり6回目）                    | 1回戦                                          | ● 7 - 18 平安                                  | 初戦敗退                                       |
| 第32回大会（1950年）  | 盛岡（奥羽・2年連続7回目）                     | 2回戦                                          | ● 2 - 3 米子東                                 | 初戦敗退                                       |
| 第34回大会（1952年）  | 盛岡商（奥羽・16年ぶり2回目）                  | 2回戦                                          | ● 0 - 6 八尾                                   | 初戦敗退                                       |
| 第37回大会（1955年）  | 岩手（奥羽・初出場）                           | 1回戦                                          | ○ 3 - 0 法政二                                 | 2回戦                                          |
| 第37回大会（1955年）  | 岩手（奥羽・初出場）                           | 2回戦                                          | ● 1 - 3 坂出商                                 | 2回戦                                          |
| 第39回大会（1957年）  | 黒沢尻工（奥羽・初出場）                       | 1回戦                                          | ● 1 - 3 寝屋川                                 | 初戦敗退                                       |
| 第40回大会（1958年）  | 福岡（11年ぶり7回目）                          | 1回戦                                          | ● 1 - 14 海南                                  | 初戦敗退                                       |
| 第41回大会（1959年）  | 宮古（北奥羽・初出場）                         | 1回戦                                          | ● 0 - 6 静岡商                                 | 初戦敗退                                       |
| 第43回大会（1961年）  | 福岡（北奥羽・3年ぶり8回目）                   | 2回戦                                          | ○ 7x - 6 釧路江南                              | ベスト8                                        |
| 第43回大会（1961年）  | 福岡（北奥羽・3年ぶり8回目）                   | 準々決勝                                       | ● 0 - 5 桐蔭                                   | ベスト8                                        |
| 第45回大会（1963年）  | 花巻北（初出場）                               | 2回戦                                          | ● 0 - 3 広陵                                   | 初戦敗退                                       |
| 第46回大会（1964年）  | 花巻商（北奥羽・初出場）                       | 1回戦                                          | ○ 3 - 0 鹿児島玉龍                             | 2回戦                                          |
| 第46回大会（1964年）  | 花巻商（北奥羽・初出場）                       | 2回戦                                          | ● 2 - 3 高知                                   | 2回戦                                          |
| 第48回大会（1966年）  | 花巻北（北奥羽・3年ぶり2回目）                 | 1回戦                                          | ● 0 - 9 平安                                   | 初戦敗退                                       |
| 第50回大会（1968年）  | 盛岡一（18年ぶり8回目）                        | 2回戦                                          | ○ 4 - 2 鴨島商                                 | ベスト8                                        |
| 第50回大会（1968年）  | 盛岡一（18年ぶり8回目）                        | 3回戦                                          | ○ 9 - 2 津久見                                 | ベスト8                                        |
| 第50回大会（1968年）  | 盛岡一（18年ぶり8回目）                        | 準々決勝                                       | ● 4 - 10 興南                                  | ベスト8                                        |
| 第53回大会（1971年）  | 花巻北（北奥羽・5年ぶり3回目）                 | 1回戦                                          | ● 0 - 12 玉龍                                  | 初戦敗退                                       |
| 第54回大会（1972年）  | 宮古水産（北奥羽・初出場）                     | 1回戦                                          | ● 0 - 5 苫小牧工                               | 初戦敗退                                       |
| 第55回大会（1973年）  | 盛岡三（初出場）                               | 1回戦                                          | ○ 1x - 0 八代東（延長11回）                    | 3回戦                                          |
| 第55回大会（1973年）  | 盛岡三（初出場）                               | 2回戦                                          | ○ 1 - 0 藤沢商                                 | 3回戦                                          |
| 第55回大会（1973年）  | 盛岡三（初出場）                               | 3回戦                                          | ● 1 - 2x 高知商（延長14回）                    | 3回戦                                          |
| 第56回大会（1974年）  | 一関商工（初出場）                             | 1回戦                                          | ● 1 - 9 平安                                   | 初戦敗退                                       |
| 第57回大会（1975年）  | 盛岡商（23年ぶり3回目）                        | 2回戦                                          | ● 0 - 11 広島商                                | 初戦敗退                                       |
| 第58回大会（1976年）  | 花北商（初出場）                               | 1回戦                                          | ● 1 - 3 柳ヶ浦                                 | 初戦敗退                                       |
| 第59回大会（1977年）  | 黒沢尻工（20年ぶり2回目）                      | 2回戦                                          | ○ 3 - 1 鹿児島商工                             | 3回戦                                          |
| 第59回大会（1977年）  | 黒沢尻工（20年ぶり2回目）                      | 3回戦                                          | ● 0 - 8 東邦                                   | 3回戦                                          |
| 第60回大会（1978年）  | 盛岡一（10年ぶり9回目）                        | 1回戦                                          | ● 0 - 7 報徳学園                               | 初戦敗退                                       |
| 第61回大会（1979年）  | 久慈（初出場）                                 | 1回戦                                          | ● 3 - 12 浜田                                  | 初戦敗退                                       |
| 第62回大会（1980年）  | 福岡（19年ぶり9回目）                          | 1回戦                                          | ● 2 - 4 大分商                                 | 初戦敗退                                       |
| 第63回大会（1981年）  | 盛岡工（初出場）                               | 1回戦                                          | ● 0 - 9 報徳学園                               | 初戦敗退                                       |
| 第64回大会（1982年）  | 盛岡工（2年連続2回目）                         | 1回戦                                          | ● 2 - 4 福井                                   | 初戦敗退                                       |
| 第65回大会（1983年）  | 黒沢尻工（6年ぶり3回目）                       | 1回戦                                          | ● 0 - 2 佐世保工                               | 初戦敗退                                       |
| 第66回大会（1984年）  | 大船渡（初出場）                               | 1回戦                                          | ● 3 - 4 長浜                                   | 初戦敗退                                       |
| 第67回大会（1985年）  | 福岡（5年ぶり10回目）                          | 1回戦                                          | ● 4 - 6 佐賀商                                 | 初戦敗退                                       |
| 第68回大会（1986年）  | 一関商工（12年ぶり2回目）                      | 1回戦                                          | ● 1 - 4 岩国商                                 | 初戦敗退                                       |
| 第69回大会（1987年）  | 一関商工（2年連続3回目）                       | 2回戦                                          | ○ 3 - 0 宇和島東                               | 3回戦                                          |
| 第69回大会（1987年）  | 一関商工（2年連続3回目）                       | 3回戦                                          | ● 2 - 4 関西                                   | 3回戦                                          |
| 第70回大会（1988年）  | 高田（初出場）                                 | 1回戦                                          | ● 3 - 9 滝川二（8回降雨コールド）              | 初戦敗退                                       |
| 第71回大会（1989年）  | 盛岡三（16年ぶり2回目）                        | 1回戦                                          | ● 0 - 10 福井商                                | 初戦敗退                                       |
| 第72回大会（1990年）  | 花巻東（26年ぶり2回目）                        | 1回戦                                          | ● 5 - 7 済々黌                                 | 初戦敗退                                       |
| 第73回大会（1991年）  | 専大北上（初出場）                             | 1回戦                                          | ○ 3 - 2 村野工                                 | 2回戦                                          |
| 第73回大会（1991年）  | 専大北上（初出場）                             | 2回戦                                          | ● 3 - 10 柳川                                  | 2回戦                                          |
| 第74回大会（1992年）  | 一関商工（5年ぶり4回目）                       | 1回戦                                          | ○ 5 - 1 山口鴻城                               | 2回戦                                          |
| 第74回大会（1992年）  | 一関商工（5年ぶり4回目）                       | 2回戦                                          | ● 4 - 11 神港学園                              | 2回戦                                          |
| 第75回大会（1993年）  | 久慈商（初出場）                               | 2回戦                                          | ● 7 - 8x 徳島商                                | 初戦敗退                                       |
| 第76回大会（1994年）  | 盛岡四（初出場）                               | 1回戦                                          | ○ 6 - 3 山陽                                   | 2回戦                                          |
| 第76回大会（1994年）  | 盛岡四（初出場）                               | 2回戦                                          | ● 0 - 1 水戸商                                 | 2回戦                                          |
| 第77回大会（1995年）  | 盛岡大付（初出場）                             | 1回戦                                          | ● 5 - 7 高知商                                 | 初戦敗退                                       |
| 第78回大会（1996年）  | 盛岡大付（2年連続2回目）                       | 1回戦                                          | ● 0 - 2 東筑                                   | 初戦敗退                                       |
| 第79回大会（1997年）  | 専大北上（6年ぶり2回目）                       | 2回戦                                          | ○ 2 - 1 履正社                                 | 3回戦                                          |
| 第79回大会（1997年）  | 専大北上（6年ぶり2回目）                       | 3回戦                                          | ● 0 - 11 敦賀気比                              | 3回戦                                          |
| 第80回大会（1998年）  | 専大北上（2年連続3回目）                       | 1回戦                                          | △ 6 - 6 如水館（7回降雨コールド）              | 初戦敗退                                       |
| 第80回大会（1998年）  | 専大北上（2年連続3回目）                       | 1回戦                                          | ● 5 - 10 如水館（再試合）                      | 初戦敗退                                       |
| 第81回大会（1999年）  | 盛岡中央（初出場）                             | 1回戦                                          | ● 2 - 6 福知山商                               | 初戦敗退                                       |
| 第82回大会（2000年）  | 専大北上（2年ぶり4回目）                       | 1回戦                                          | ● 0 - 3 明徳義塾                               | 初戦敗退                                       |
| 第83回大会（2001年）  | 盛岡大付（5年ぶり3回目）                       | 2回戦                                          | ● 1 - 4 近江                                   | 初戦敗退                                       |
| 第84回大会（2002年）  | 一関学院（10年ぶり5回目）                      | 1回戦                                          | ○ 1 - 0 樟南                                   | 2回戦                                          |
| 第84回大会（2002年）  | 一関学院（10年ぶり5回目）                      | 2回戦                                          | ● 3 - 5 鳴門工                                 | 2回戦                                          |
| 第85回大会（2003年）  | 盛岡大付（2年ぶり4回目）                       | 1回戦                                          | ● 6 - 8 福井商（延長10回）                     | 初戦敗退                                       |
| 第86回大会（2004年）  | 盛岡大付（2年連続5回目）                       | 1回戦                                          | ● 2 - 15 明徳義塾                              | 初戦敗退                                       |
| 第87回大会（2005年）  | 花巻東（15年ぶり3回目）                        | 2回戦                                          | ● 4 - 13 樟南                                  | 初戦敗退                                       |
| 第88回大会（2006年）  | 専大北上（6年ぶり5回目）                       | 2回戦                                          | ● 0 - 4 福岡工大城東                           | 初戦敗退                                       |
| 第89回大会（2007年）  | 花巻東（2年ぶり4回目）                         | 1回戦                                          | ● 0 - 1 新潟明訓                               | 初戦敗退                                       |
| 第90回大会（2008年）  | 盛岡大付（4年ぶり6回目）                       | 2回戦                                          | ● 3 - 8 駒大岩見沢                             | 初戦敗退                                       |
| 第91回大会（2009年）  | 花巻東（2年ぶり5回目）                         | 1回戦                                          | ○ 8 - 5 長崎日大                               | ベスト4                                        |
| 第91回大会（2009年）  | 花巻東（2年ぶり5回目）                         | 2回戦                                          | ○ 4 - 1 横浜隼人                               | ベスト4                                        |
| 第91回大会（2009年）  | 花巻東（2年ぶり5回目）                         | 3回戦                                          | ○ 4 - 1 東北                                   | ベスト4                                        |
| 第91回大会（2009年）  | 花巻東（2年ぶり5回目）                         | 準々決勝                                       | ○ 7 - 6 明豊（延長10回）                       | ベスト4                                        |
| 第91回大会（2009年）  | 花巻東（2年ぶり5回目）                         | 準決勝                                         | ● 1 - 11 中京大中京                            | ベスト4                                        |
| 第92回大会（2010年）  | 一関学院（8年ぶり6回目）                       | 1回戦                                          | ● 0 - 11 遊学館                                | 初戦敗退                                       |
| 第93回大会（2011年）  | 花巻東（2年ぶり6回目）                         | 1回戦                                          | ● 7 - 8 帝京                                   | 初戦敗退                                       |
| 第94回大会（2012年）  | 盛岡大付（4年ぶり7回目）                       | 1回戦                                          | ● 4 - 5 立正大淞南（延長12回）                 | 初戦敗退                                       |
| 第95回大会（2013年）  | 花巻東（2年ぶり7回目）                         | 2回戦                                          | ○ 9 - 5 彦根東                                 | ベスト4                                        |
| 第95回大会（2013年）  | 花巻東（2年ぶり7回目）                         | 3回戦                                          | ○ 7 - 6 済美（延長10回）                       | ベスト4                                        |
| 第95回大会（2013年）  | 花巻東（2年ぶり7回目）                         | 準々決勝                                       | ○ 5 - 4 鳴門                                   | ベスト4                                        |
| 第95回大会（2013年）  | 花巻東（2年ぶり7回目）                         | 準決勝                                         | ● 0 - 2 延岡学園                               | ベスト4                                        |
| 第96回大会（2014年）  | 盛岡大付（2年ぶり8回目）                       | 2回戦                                          | ○ 4 - 3 東海大相模                             | 3回戦                                          |
| 第96回大会（2014年）  | 盛岡大付（2年ぶり8回目）                       | 3回戦                                          | ● 1 - 16 敦賀気比                              | 3回戦                                          |
| 第97回大会（2015年）  | 花巻東（2年ぶり8回目）                         | 1回戦                                          | ○ 4 - 2 専大松戸                               | 3回戦                                          |
| 第97回大会（2015年）  | 花巻東（2年ぶり8回目）                         | 2回戦                                          | ○ 8 - 3 敦賀気比                               | 3回戦                                          |
| 第97回大会（2015年）  | 花巻東（2年ぶり8回目）                         | 3回戦                                          | ● 3 - 4 仙台育英                               | 3回戦                                          |
| 第98回大会（2016年）  | 盛岡大付（2年ぶり9回目）                       | 1回戦                                          | ○ 8 - 6 九州国際大付                           | 3回戦                                          |
| 第98回大会（2016年）  | 盛岡大付（2年ぶり9回目）                       | 2回戦                                          | ○ 11 - 8 創志学園                              | 3回戦                                          |
| 第98回大会（2016年）  | 盛岡大付（2年ぶり9回目）                       | 3回戦                                          | ● 9 - 11 鳴門                                  | 3回戦                                          |
| 第99回大会（2017年）  | 盛岡大付（2年連続10回目）                      | 1回戦                                          | ○ 4 - 1 作新学院                               | ベスト8                                        |
| 第99回大会（2017年）  | 盛岡大付（2年連続10回目）                      | 2回戦                                          | ○ 6 - 3 松商学園                               | ベスト8                                        |
| 第99回大会（2017年）  | 盛岡大付（2年連続10回目）                      | 3回戦                                          | ○ 12 - 7 済美（延長10回）                      | ベスト8                                        |
| 第99回大会（2017年）  | 盛岡大付（2年連続10回目）                      | 準々決勝                                       | ● 1 - 10 花咲徳栄                              | ベスト8                                        |
| 第100回大会（2018年） | 花巻東（3年ぶり9回目）                         | 1回戦                                          | ● 2 - 4 下関国際（延長10回）                   | 初戦敗退                                       |
| 第101回大会（2019年） | 花巻東（2年連続10回目）                        | 1回戦                                          | ● 4 - 10 鳴門                                  | 初戦敗退                                       |
| 第102回大会（2020年） | （新型コロナウイルス感染症流行による大会中止） | （新型コロナウイルス感染症流行による大会中止） | （新型コロナウイルス感染症流行による大会中止） | （新型コロナウイルス感染症流行による大会中止） |
| 第103回大会（2021年） | 盛岡大付（4年ぶり11回目）                      | 1回戦                                          | ○ 7 - 0 鹿島学園                               | 3回戦                                          |
| 第103回大会（2021年） | 盛岡大付（4年ぶり11回目）                      | 2回戦                                          | ○ 4 - 0 沖縄尚学                               | 3回戦                                          |
| 第103回大会（2021年） | 盛岡大付（4年ぶり11回目）                      | 3回戦                                          | ● 4 - 7 近江                                   | 3回戦                                          |
| 第104回大会（2022年） | 一関学院（12年ぶり7回目）                      | 1回戦                                          | ○ 6x - 5 京都国際（延長11回）                  | 2回戦                                          |
| 第104回大会（2022年） | 一関学院（12年ぶり7回目）                      | 2回戦                                          | ● 5 - 7 明豊                                   | 2回戦                                          |
| 第105回大会（2023年） | 花巻東（4年ぶり11回目）                        | 1回戦                                          | ○ 4 - 1 宇部鴻城                               | ベスト8                                        |
| 第105回大会（2023年） | 花巻東（4年ぶり11回目）                        | 2回戦                                          | ○ 2 - 1 クラーク国際                           | ベスト8                                        |
| 第105回大会（2023年） | 花巻東（4年ぶり11回目）                        | 3回戦                                          | ○ 5 - 2 智弁学園                               | ベスト8                                        |
| 第105回大会（2023年） | 花巻東（4年ぶり11回目）                        | 準々決勝                                       | ● 4 - 9 仙台育英                               | ベスト8                                        |
| 第106回大会（2024年） | 花巻東（2年連続12回目）                        | 2回戦                                          | ● 0 - 5 滋賀学園                               | 初戦敗退                                       |
| 第107回大会（2025年） | 花巻東（3年連続13回目）                        | 1回戦                                          | ○ 4 - 1 智弁和歌山                             | 2回戦                                          |
| 第107回大会（2025年） | 花巻東（3年連続13回目）                        | 2回戦                                          | ● 4 - 8 東洋大姫路                             | 2回戦                                          |

## 通算成績
| 出場 | 試合 | 勝利 | 敗戦 | 引分 | 勝率 | 優勝 | 準優勝 | ベスト4 | ベスト8 |
| ---- | ---- | ---- | ---- | ---- | ---- | ---- | ------ | ------- | ------- |
| 83   | 129  | 46   | 82   | 1    | .357 | 0    | 0      | 4       | 7       |

## 学校別成績
| 校名     | 出場 | 直近出場 | 勝敗      | 最高成績 | 前身校       |
| -------- | ---- | -------- | --------- | -------- | ------------ |
| 花巻東   | 13回 | 2025年   | 14勝13敗  | ベスト4  | 花巻商       |
| 盛岡大付 | 11回 | 2021年   | 8勝11敗   | ベスト8  |              |
| 福岡     | 10回 | 1985年   | 4勝10敗   | ベスト8  | 福岡中       |
| 盛岡一   | 9回  | 1978年   | 7勝9敗    | ベスト4  | 盛岡中・盛岡 |
| 一関学院 | 7回  | 2022年   | 4勝7敗    | 3回戦    | 一関商工     |
| 専大北上 | 5回  | 2006年   | 2勝5敗1分 | 3回戦    |              |
| 一関一   | 4回  | 1946年   | 1勝3敗    | ベスト8  | 一関中       |
| 黒沢尻工 | 3回  | 1983年   | 1勝3敗    | 2回戦    |              |
| 花巻北   | 3回  | 1971年   | 0勝3敗    | 初戦敗退 |              |
| 盛岡商   | 3回  | 1975年   | 0勝3敗    | 初戦敗退 |              |
| 盛岡三   | 2回  | 1989年   | 2勝2敗    | 3回戦    |              |
| 盛岡工   | 2回  | 1982年   | 0勝2敗    | 初戦敗退 |              |
| 遠野     | 1回  | 1932年   | 1勝1敗    | 2回戦    | 遠野中       |
| 岩手     | 1回  | 1955年   | 1勝1敗    | 2回戦    |              |
| 盛岡四   | 1回  | 1994年   | 1勝1敗    | 2回戦    |              |
| 宮古     | 1回  | 1959年   | 0勝1敗    | 初戦敗退 |              |
| 宮古水産 | 1回  | 1972年   | 0勝1敗    | 初戦敗退 |              |
| 花北青雲 | 1回  | 1976年   | 0勝1敗    | 初戦敗退 | 花北商       |
| 久慈     | 1回  | 1979年   | 0勝1敗    | 初戦敗退 |              |
| 大船渡   | 1回  | 1984年   | 0勝1敗    | 初戦敗退 |              |
| 高田     | 1回  | 1988年   | 0勝1敗    | 初戦敗退 |              |
| 久慈東   | 1回  | 1993年   | 0勝1敗    | 初戦敗退 | 久慈商       |
| 盛岡中央 | 1回  | 1999年   | 0勝1敗    | 初戦敗退 |              |